# 杉本謙治
杉本 謙治（すぎもと けんじ、1890年（明治23年）6月21日 - 没年不明）は、大正から昭和時代前期の公吏。東京市向島区長。

## 経歴
秋田県出身。秋田県仙北郡書記を振り出しに同県内務部庶務地方各課主任、同県下各市町村職務管掌を経て、1922年（大正11年）東京市に奉職する。監査課勤務、第1監察掛長、1928年（昭和3年）東京市主事監査課監察掛長、区政課監理掛長を歴任後、1937年（昭和12年）7月、向島区長に就任し、翌年5月まで務めた。その後、監査部区政課長、市民局区町課長、市副収入役を歴任した。